# Józef Knut
Józef Knut (ur. 3 listopada 1938 w Borowcu, pow. Kościerzyna, zm. 6 października 1997 w Brzeźnie) – polski bokser.

## Kariera sportowa
Pierwszym klubem w karierze, gdzie uczył się tzw. szermierki na pięści była Gedania Gdańsk, następnie w trakcie odbywania służby wojskowej, walczył w barwach Zawiszy Bydgoszcz, a po skończeniu służby wojskowej, został zawodnikiem Wybrzeża Gdańsk. Uczestnicząc w mistrzostwach Europy w Belgradzie 1961 roku, odpadł w eliminacjach wagi półśredniej. Startując w mistrzostwach Polski, wywalczył mistrzostwo Polski w 1962 i wicemistrzostwo w 1961 roku, w kategorii półśredniej, oraz brązowe medale w 1963 w wadze półśredniej i 1964 w lekkośredniej. Był dwukrotnym mistrzem Spartakiady Gwardyjskiej w 1961 i 1962 roku, w wadze półśredniej, wicemistrzem w 1968 w kategorii lekkośredniej, oraz dwukrotnie brązowym medalistą tego turnieju w 1964 i 1965 w wadze półśredniej. W latach 1961–1964 jedenastokrotnie wystąpił w reprezentacji Polski, odnosząc 8 zwycięstw, przy 3 porażkach. W swojej karierze, którą zakończył w 1969 roku, stoczył ok. 270 walk.
Pochowany na Cmentarzu Srebrzysko w Gdańsku (rejon V, taras VIII, rząd 1).

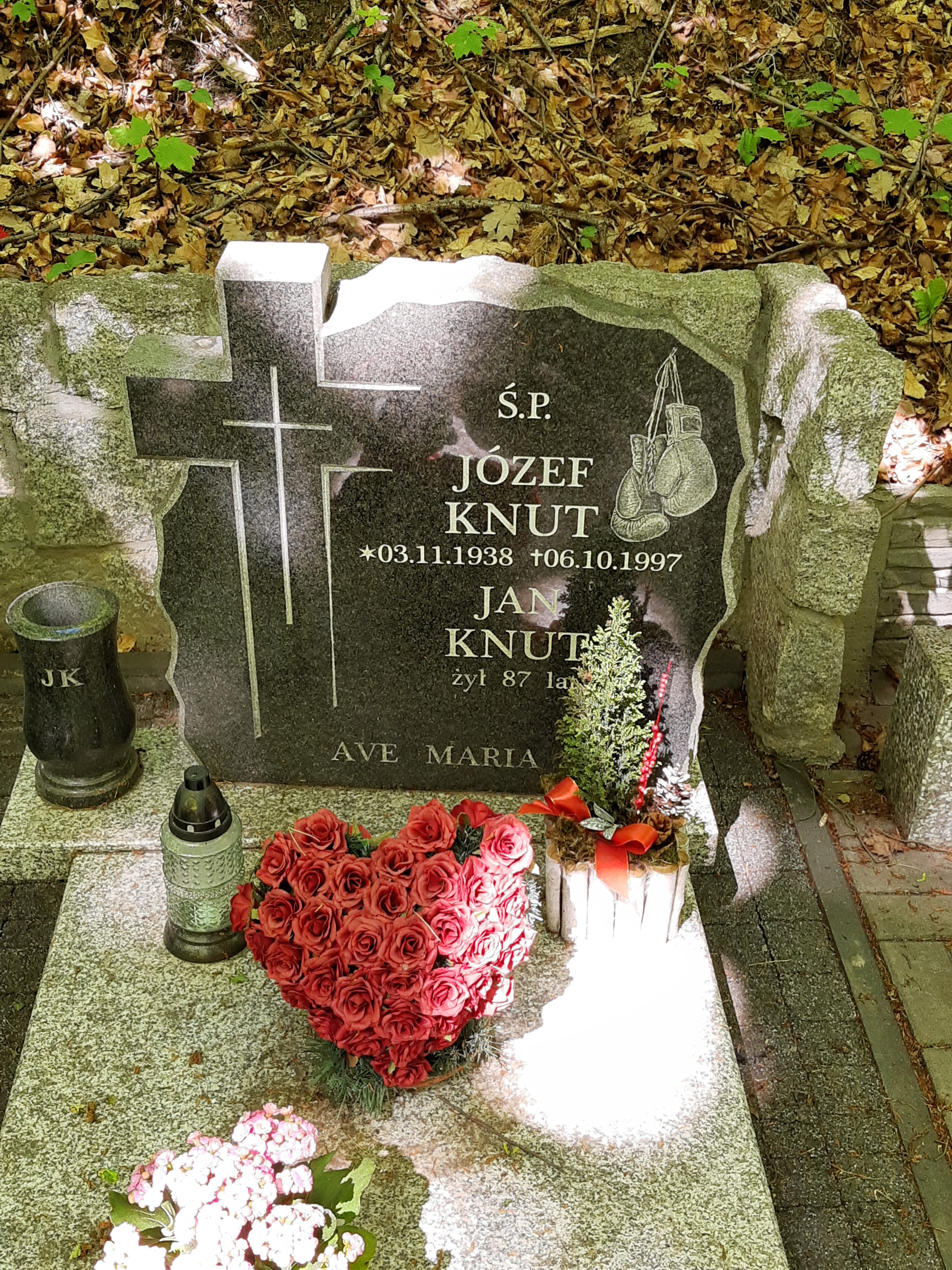
Grób Józefa Knuta na cmentarzu Srebrzysko